# Самойлов Олександр Митрофанович
Олександр Митрофанович Самойлов  — радянський діяч, голова Сумського та Кам'янець-Подільського окрвиконкомів, в.о. відповідального секретаря Кам'янець-Подільського окружного комітету КП(б)У. Член ВУЦВК.

## Життєпис
Член РСДРП(б) з 1917 року.
У 1923—1926 роках — голова виконавчого комітету Сумської окружної ради.
У 1926 році — в.о. відповідального секретаря Кам'янець-Подільського окружного комітету КП(б)У.
У 1926 — листопаді 1927 року — голова виконавчого комітету Кам'янець-Подільської окружної ради.
З листопада 1927 року — відповідальний інструктор ЦК КП(б) України в місті Харкові.
Подальша доля невідома.